# Liste der Municípios in Amapá
Die Liste der Municípios in Amapá verzeichnet alle 16 Gemeinden, die den Status eines município nach brasilianischem Kommunalrecht haben. Erfasst sind die Ergebnisse der Volkszählung 2010 für den brasilianischen Bundesstaat Amapá, wie sie vom Instituto Brasileiro de Geografia e Estatística (IBGE) bekannt gegeben wurden.
Neuere Schätzungen der Einwohnerzahlen wurden zuletzt am 1. Juli 2019 durch das IBGE veröffentlicht. Die nächste Volkszählung ist im 10-Jahresrhythmus für 2020 vorgesehen.

## Gemeinden
| Rang \| Karte | Rang \| Karte | Gemeinde                                                         | Gemeinde- nummer | Zensus 2010 | Schätzung 2019 | Fläche km2 (2018) |
| ------------- | ------------- | ---------------------------------------------------------------- | ---------------- | ----------- | -------------- | ----------------- |
| 11            |               | Amapá 2° 3′ 10″ N, 50° 47′ 34″ W (Q586263)                       | 1600105          | 8.069 ▲     | 9.109          | 8.454,847         |
| 10            |               | Calçoene 2° 29′ 52″ N, 50° 56′ 56″ W (Q1754431)                  | 1600204          | 9.000 ▲     | 11.117         | 14.117,297        |
| 13            |               | Cutias 0° 59′ 9″ N, 50° 48′ 7″ W (Cutias do Araguary) (Q1754422) | 1600212          | 4.696 ▲     | 5.983          | 2.179,114         |
| 12            |               | Ferreira Gomes 0° 51′ 28″ N, 51° 10′ 48″ W (Q1647054)            | 1600238          | 5.802 ▲     | 7.780          | 4.973,852         |
| 15            |               | Itaubal 0° 36′ 19″ N, 50° 41′ 46″ W (Q368933)                    | 1600253          | 4.265 ▲     | 5.503          | 1.622,867         |
| 003           |               | Laranjal do Jari 0° 50′ 23″ S, 52° 31′ 8″ W (Q1117969)           | 1600279          | 39.942 ▲    | 50.410         | 30.782,998        |
| 001           |               | Macapá 0° 2′ 19″ N, 51° 3′ 59″ W (Q180215)                       | 1600303          | 398.204 ▲   | 503.327        | 6.563,849         |
| 005           |               | Mazagão 0° 6′ 54″ N, 51° 17′ 22″ W (Q1800704)                    | 1600402          | 17.032 ▲    | 21.632         | 13.294,778        |
| 004           |               | Oiapoque 3° 50′ 35″ N, 51° 50′ 6″ W (Q906717)                    | 1600501          | 20.509 ▲    | 27.270         | 23.034,392        |
| 009           |               | Pedra Branca do Amapari 0° 46′ 10″ N, 51° 57′ 13″ W (Q1772647)   | 1600154          | 10.772 ▲    | 16.502         | 9.622,290         |
| 006           |               | Porto Grande 0° 42′ 46″ N, 51° 24′ 46″ W (Q1772692)              | 1600535          | 16.809 ▲    | 21.971         | 4.428,013         |
| 16            |               | Pracuúba 1° 44′ 34″ N, 50° 47′ 27″ W (Q1772625)                  | 1600550          | 3.793 ▲     | 5.120          | 4.948,511         |
| 002           |               | Santana 0° 2′ 6″ N, 51° 10′ 30″ W (Q1994845)                     | 1600600          | 101.262 ▲   | 121.364        | 1.541,224         |
| 14            |               | Serra do Navio 0° 53′ 45″ N, 52° 0′ 7″ W (Q1754413)              | 1600055          | 4.380 ▲     | 5.397          | 7.713,046         |
| 008           |               | Tartarugalzinho 1° 30′ 21″ N, 50° 54′ 43″ W (Q1800762)           | 1600709          | 12.563 ▲    | 17.315         | 6.684,705         |
| 007           |               | Vitória do Jari 0° 56′ 16″ N, 52° 25′ 26″ W (Q1772675)           | 1600808          | 12.428 ▲    | 15.931         | 2.508,979         |